# Mileanca
Mileanca is een Roemeense gemeente in het district Botoșani.
Mileanca telt 2900 inwoners.